# SeaMonkey
SeaMonkey (укр. СіМанкі) — вільний кросплатформовий набір програм для роботи в Інтернеті, який є прямим нащадком Mozilla Suite. Координатором розробки є організація Seamonkey Council, що відокремилась від Mozilla Foundation. Інтерфейс користувача побудований на мові XUL з використанням CSS, а мова програмування інтерфейсу — JavaScript. Відмінною рисою є підтримка всіх чинних стандартів організації W3C, та ще кількох, що розробляються.

## Компоненти
SeaMonkey містить у собі декілька компонентів і користувач може сам вибрати, який із них йому встановити:
Навігатор (браузер) — для огляду сайтів; 
Поштовий клієнт — для відправки електронної пошти, схожий на Mozilla Thunderbird; 
Календар та адресна книга — електронний календар із функцією органайзера та адресна книга, призначена для зберігання особистої інформації про людей (ім’я, дані, електронна адреса,…) що допомагає при роботі у вбудованому поштовому клієнті.  
IRC-клієнт (ChatZilla) — програма для використання чат-сервісу IRC. У спорідненому проекті — Mozilla Firefox, ChatZilla існує як розширення, яке можна завантажити додатково; 
HTML редактор — дозволяє програмувати на мові розмітки HTML, та надає інші інструменти для веброзробників, такі, як інспектор DOM та зневаджувач JavaScript.

## Сумісність з операційними системами
Існують офіційні версії програми для операційних систем Windows, Mac OS X, Linux, а також неофіційні білди для OS/2, Solaris, BeOS, magnussoft ZETA. Теоретично, SeaMonkey можна запустити також на декількох системах, завдяки широким можливостям рушія Gecko щодо сумісності з операційними системами. Деякі Linux дистрибутиви вже поставляються з SeaMonkey, наприклад — Puppy та VectorLinux.

## Еволюція
SeaMonkey є продовжувачем традицій Mozilla Suite. Він використовує відкритий рушій для виводу веб сторінок Gecko, як і Firefox, але вважається більш оптимізованим і стабільним.